# 霍夫湖
53°30′36″N 12°17′9″E / 53.51000°N 12.28583°E

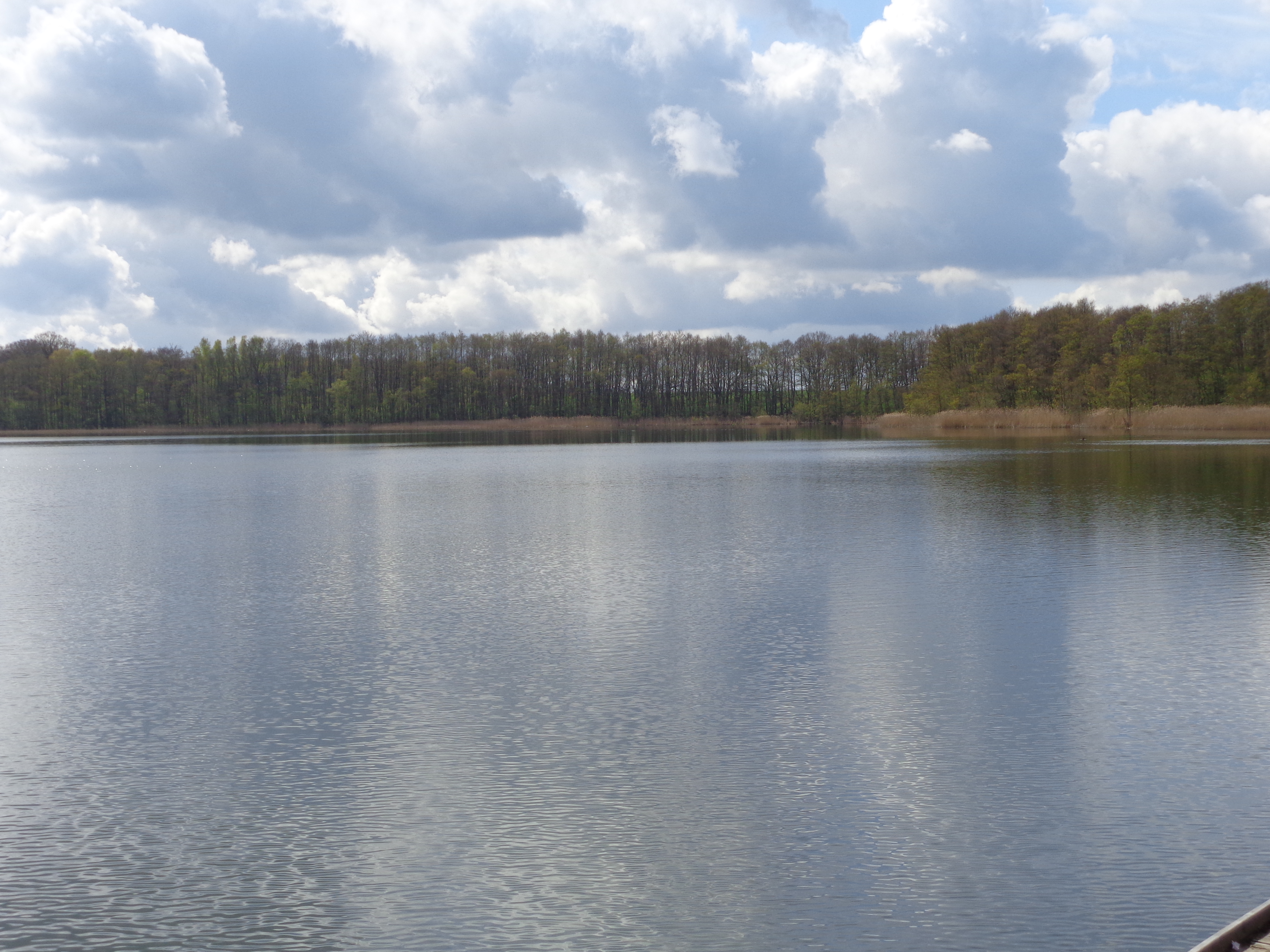

霍夫湖（德語：Hofsee），是德國的湖泊，位於該國東北部，由梅克倫堡-前波美拉尼亞州負責管轄，處於路德維希斯盧斯特-帕爾希姆縣，長0.7公里、寬0.4公里，面積0.2平方公里，海拔高度63米，平均水深4.0米，最大水深5.7米。